# 自殺学
自殺学（じさつがく Suicidology）とは、自殺と自殺予防についての学問である。

## 概要
自殺学とは自殺と自殺予防についての学問であると定義されている。自殺予防は自殺学の範囲ではないという意見も存在するものの、多くの立場では自殺予防も自殺学に含まれている。このことから自殺学には自殺して死亡したことのほかに、自殺未遂や自殺を慮ることも研究対象に含める。自殺未遂や自殺を慮ることを研究することも自殺予防に含まれるからである。自殺学は方法論的には心理学、社会学、精神医学、生物学、法学、倫理学などの様々な学問分野の手法が適用されるため、自殺学は学際的な学問分野であるといえる。
エドウィン・シュナイドマンが自殺学の父と呼ばれている。
アメリカ合衆国には自殺学会というのがある。
『Comprehensive Textbook of Suicidology』という自殺学の教科書がある。

## 自殺学を学べる大学
和光大学では末木新が自殺学の研究を行っている。自殺学を始めたきっかけは高校生のときに祖父が自殺をしたことから。和光大学には自殺学という科目が設置されている。
高野山大学に自殺学という科目が設置されている。自殺に関する基本的な知識を身に付けて、自殺防止のためにできることを考えることが目的とされている。

## 自殺学の歴史と出版物
1977年に稲村博が『自殺学』という書籍を著して東京大学出版会から出版される。
2005年にエドウィン・シュナイドマンが著し高橋祥友が訳した『シュナイドマンの自殺学』が金剛出版から出版される。
2007年にケイ・ジャミソンが著者で亀井よし子が訳者の『生きるための自殺学』という書籍が新潮社から出版される
2017年には寺山修司が著した『青少年のための自殺学入門』が河出書房新社から出版される。
2019年に『つながりからみた自殺予防』が人文書院から出版され、つながりの両義性から自殺学をアップデートしている。
2020年に末木新が『自殺学入門』という書籍を著して金剛出版から出版される。

## 関連文献
- 高橋祥友『自殺の心理学』講談社、1997年3月19日。ISBN 978-4061493483。
- 末木新『「死にたい」と言われたら　――自殺の心理学』筑摩書房、2023年6月8日。ISBN 978-4480684530。